# 依田沙江美
依田 沙江美（よりた さえみ、1月1日 - ）は、日本の漫画家。秋田県出身・在住。血液型はO型。
主にボーイズラブ作品を執筆。他にも小説の挿絵などを手がける。
1994年、「先の夏」 (Ovis Vol.5 /茜新社) にてBeth名義で商業誌デビュー。1997年以降は、商業誌において発表する作品では依田沙江美にペンネームを改める。自画像はニワトリ。
2013年10月現在、on BLUE（祥伝社）にて 『ありあまる富』 を連載中。

## 作品リスト

### 漫画
- この恋はハードボイルド（1997年3月発売、茜新社）ISBN 978-4871821919
- さくらのくちびる（1997年8月発売、オークラ出版）ISBN 978-4872781724
- チョコレート・キス (1998年2月発売、二見書房)ISBN 978-4576971735
- 真夜中を駆けぬける（1999年3月発売、二見書房) ISBN 978-4576990156
- ニュームーンに逢いましょう（2000年11月発売、二見書房）ISBN 978-4576006550
- ぴかぴかBrand-newday（2001年10月発売、徳間書店）ISBN 978-4199601712
- チョコレート・キス 2 (2002年1月発売、二見書房)ISBN 978-4576020150
- ビーンズ・キャンプ（2002年1月発売、新書館）ISBN 978-4403660528
- THE FELLOWSHIP OF THE RING (2002年発売予定→現在発売延期中、新書館)
- 千の花 (真夜中を駆けぬける 2) （2003年1月発売、二見書房) ISBN 978-4576021959
- ブリリアント☆BLUE 1 (2004年6月発売、新書館) ISBN 978-4403660900
- チョコレート・キス 3 (2004年8月発売、二見書房)ISBN 978-4576041278
- ブリリアント☆BLUE 2 (2005年7月発売、新書館) ISBN 978-4403661150
- かみなりソーダ（2006年8月30日発売、新書館）ISBN 978-4403661495
- よるべなき男 1 (2007年11月発売予定→現在発売延期中、新書館)
- 愛の深さは膝くらい（2008年3月29日発売、芳文社）ISBN 978-4832285149
- 愛くらいちゃんと（2009年7月29日発売、芳文社）ISBN 978-4832286214
- AMETORA －雨寅－（2009年11月30日発売、新書館）ISBN 978-4403662645
- 美しく燃える森 (真夜中を駆けぬける 3)（2010年6月24日発売、二見書房) ISBN 978-4576100876
- よろめき番長 (2010年10月28日発売、芳文社）ISBN 978-4832287150
- さくらのくちびる （新装版） (2011年4月25日発売、祥伝社）ISBN 978-4396783068

### 挿絵
- 羽を失った天使 （1994年8月、著：夜月桔梗、白泉社） ISBN 978-4592861034
- 春の探針 （1996年9月、著：篁釉以子、オークラ出版） ISBN 978-4872780413
- 恋人の定義 （1997年6月、著：若月京子、茜新社） ISBN 978-4871822749
- レジーデージー （1998年7月、著：月村奎、白泉社） ISBN 978-4592870548
- ささやかな欲望 （1998年11月、著：ごとうしのぶ、角川書店） ISBN 978-4044336141
- ストレイシープ （2000年3月、著：篠稲穂、コアマガジン） ISBN 978-4877343361
- 時間ですよ （2000年6月、著：神谷凪、心交社） ISBN 978-4883024773
- 伝心ゲーム （2000年10月、著：剛しいら、徳間書店） ISBN 978-4199001598
- 午後の音楽室 （2001年5月、著：榊花月、徳間書店） ISBN 978-4199001840
- step by step （2001年6月、著：月村奎、新書館） ISBN 978-4403520433
- largo ～ラルゴ～ （2004年2月、著：榎田尤利、笠倉出版社）ISBN 978-4773002737
- 楽園建造計画 1 （2005年6月、著：高遠琉加、二見書房） ISBN 978-4576050829
- 斜向かいのヘブン （2005年8月、著：砂原糖子、新書館） ISBN 978-4403521126
- 楽園建造計画 2 （2006年2月、著：高遠琉加、二見書房） ISBN 978-4576060057
- ケダモノのティータイム （2006年4月、著：火崎勇、オークラ出版）ISBN 978-4775507414
- 楽園建造計画 3 （2006年7月、著：高遠琉加、二見書房） ISBN 978-4576060965
- 楽園建造計画 4 （2007年6月、著：高遠琉加、二見書房） ISBN 978-4576070858
- 牛泥棒 （2007年6月、著：木原音瀬、蒼竜社）ISBN 978-4883863242
- 夢は廃墟をかけめぐる☆（2007年10月、著：渡海 奈穂、新書館） ISBN 978-4403521713
- レジーデージー（新装版）（2010年2月、著：月村奎、新書館） ISBN 978-4403522321

### ドラマCD
- チョコレート・キス (2005年2月20日、発売元：サイバーフェイズ)
- 愛の深さは膝くらい (2008年12月25日、発売元：インターコミュニケーションズ)
- 愛くらいちゃんと (2010年2月25日、発売元：インターコミュニケーションズ)
- よろめき番長 (2012年5月25日、発売元：ascolto (アスコルト))